# Чифлиджик
Чифлиджик или членувано Чифлиджико (на гръцки: Στρυμονοχώρι, Стримонохори, катаревуса Στρυμονοχώριον, Стримонохорион, до 1926 година Τσιφλιτζίκ, Цифлидзик) е село в Република Гърция, Егейска Македония, дем Синтика на област Централна Македония с 425 жители (2001).

## География
Селото е разположено на четири километра западно от град Валовища (Сидирокастро) в началото на Сярското поле, на левия бряг на Струма, недалеч от южното устие на Рупелския пролом.

## История

### В Османската империя
През XIX век Чифлиджик е изцяло българско село в Демирхисарска каза на Османската империя. В „Етнография на вилаетите Адрианопол, Монастир и Салоника“, издадена в Константинопол в 1878 година и отразяваща статистиката на населението от 1873 година, Чифлджик (Tchiflidjik) е посочено като село с 60 домакинства, като жителите му са 195 българи.
В 1891 година Георги Стрезов пише за селото:
| „ | Чифлиджик, 1/2 час на северозапад от Валовища, близо до Струма. Равно поле. 20 къщи само българе. | “ |

Според статистиката на Васил Кънчов („Македония. Етнография и статистика“) в 1900 година селото има 80 жители, всички българи.
По данни на секретаря на Българската екзархия Димитър Мишев („La Macédoine et sa Population Chrétienne“) в 1905 година населението на Чифлиджик (Tchiflitchik) е 320 жители българи патриаршисти гъркомани.

### В Гърция
В 1913 година след Междусъюзническата война селото остава в Гърция. Част от населението му се изселва в България и на негово място са настанени гърци бежанци. В 1926 година селото е прекръстено на Стримонохори, в превод Струмско село. Според преброяването от 1928 година Чифлиджик е смесено местно-бежанско село със 102 бежански семейства и 395 души бежанци.
| Име                | Име        | Ново име | Ново име | Описание                                                                             |
| ------------------ | ---------- | -------- | -------- | ------------------------------------------------------------------------------------ |
| Дурпак             | Ντουρπάκι  | Сакули   | Σακκύόλι | местност ЮЗ от Чифлиджик по левия бряг на Струма                                     |
| Кьоравдиво         | Κιόρ Όμπτί | Тифлон   | Τυφλόν   | ниви Ю от Чифлиджик; от турското kör и личното име Абди с изпадане на в = кьоравдиво |
| Буница или Корница | Κόρνιτσα   | Апидиес  | Άπιδιές  | местност ЮЮЗ от Чифлиджик                                                            |

## Личности
Родени в Чифлиджик
- Били Веми (1954 – 2012), гръцка поетеса и педагожка
- Василиос Индзес (1929 – 2018), гръцки политик

Починали в Чифлиджик
- Сотир Петков Николов, български военен деец, подпоручик, загинал през Първата световна война[13]

Свързани с Чифлиджик 
- Тома Радовски (1862 -1957), български революционер, деец и районен войвода на ВМОРО и ВМРО. Той участва в българското управление на Егейска Македония (1941 – 1944), като помощник – кмет на село Чифлиджик (Стримонохори), Сярско.[14]